# Irácko-kurdská krize (2017)
Irácko-kurdská krize bylo politické napětí mezi iráckou vládou a Iráckým Kurdistánem, které v říjnu 2017 přešlo do ozbrojeného konfliktu. Konflikt byl součástí irácké občanské války. Válce bezprostředně přecházelo Kurdské referendum o nezávislosti. Šlo takřka o bleskovou válku  a Irácká armáda a další provládní jednotky ovládly město Kirkúk a další sporné oblasti.

## Pozadí
Od roku 1991 je Irácký Kurdistán autonomní oblastí Iráku a má vlastní vojenské jednotky. Ovšem nezahrnuje všechny Kurdy obydlené oblasti Iráku, například na ropu bohatý Kirkúk. V roce 2014 ovládl většinu severního Iráku Islámský stát. Irácká armáda se stáhla z mnoha oblastí včetně města Kirkúk, čehož využila kurdská pešmarga a sporné oblasti ovládla, přestože oficiálně nepatřily do Iráckého Kurdistánu.

## Referendum a počátek krize
Od roku 2016 plánovali Kurdové v Iráku referendum o nezávislosti. 25. září se referendum uskutečnilo nejenom v oblasti Iráckého Kurdistánu, ale v kurdských oblastech formálně náležících irácké vládě a to i přes výhrůžky ze strany Iráku i sousedů. Turecký prezident Recep Tayyip Erdoğan označil referendum za "strašlivou chybu". Pro nezávislost hlasovalo 92,7 % voličů. Po referendu propukly v Iráckém Kurdistánu oslavy. Irácká vláda však učinila první odvetné kroky. Zrušila veškeré lety, vyjma humanitárních, vojenských a diplomatických, nad Kurdistánem a Írán a Irák uspořádaly na počátku října společné vojenské cvičení u hranic s Kurdistánem. V průběhu října se výhrůžky se strany Iráku stupňoval a Irák vyhrožoval Kurdům válkou a 13. října začal Irák ke Kirkúku přesouvat své jednotky. Kurdové odmítli ultimátum, aby se stáhli ze svých pozic a vyzvali Irák k dialogu.

## Válka

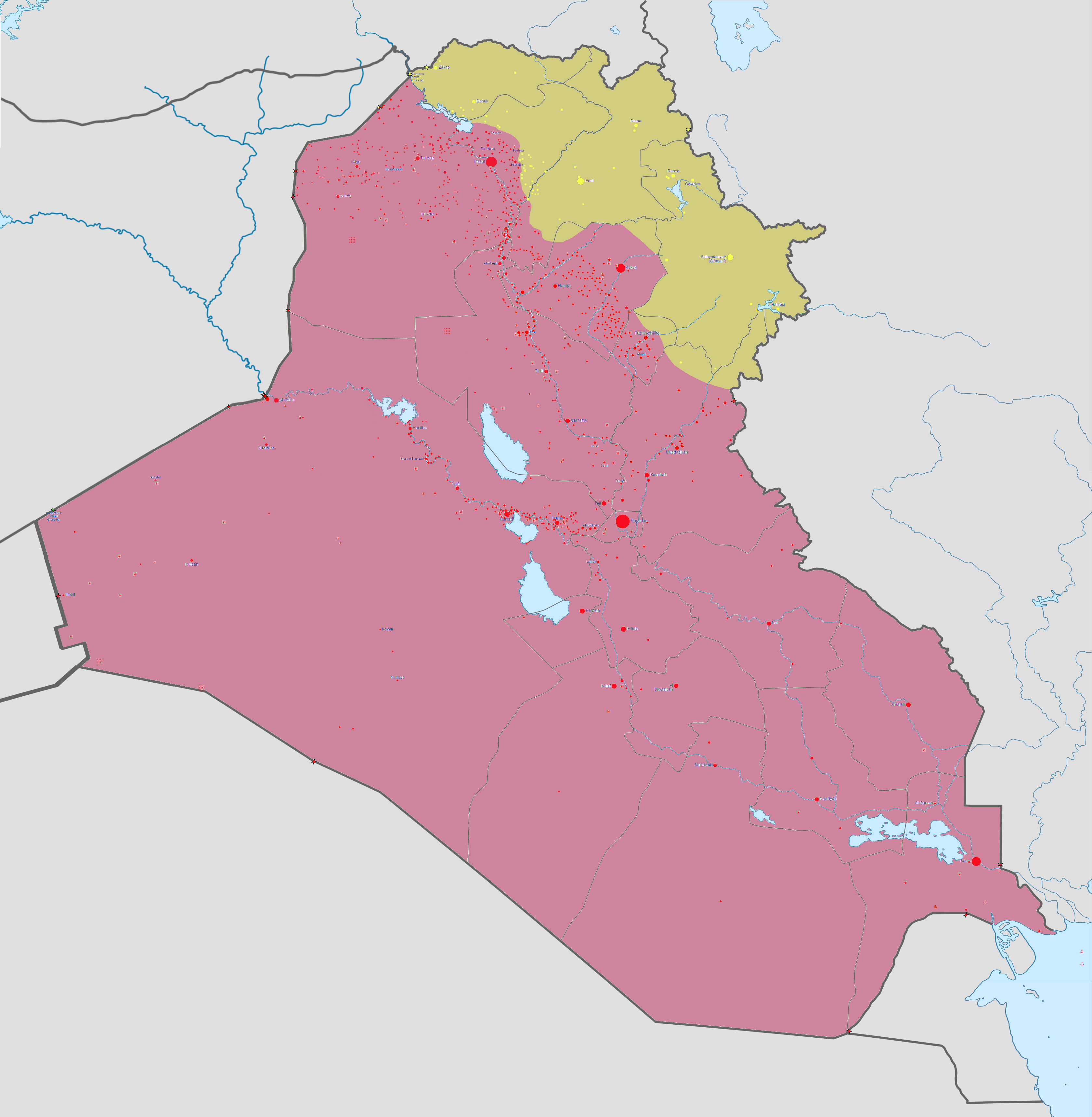

Ozbrojený střet vypukl, když Kurdové odmítli požadavky od Irácké vlády 15. října. 16. října během bleskové operace obsadily irácké jednotky takřka bez boje Kirkúk. Útok byl koordinovaný na několika frontách. Irák nejprve získal kontrolu nad oblastmi kolem města a poté irácké jednotky do města bez boje vstoupily. Střety byly jen dělostřelecké. Během útoku iráckých sil utekly z Kirkúku tisíce civilistů, během dalších dnů se však začaly vracet. Jednotlivé kurdské milice se vzájemně obviňovaly ze zrady kvůli odchodu z Kirkúku. Během dalších dnů probíhala válka na všech frontách. Boje byly nejtvrdší v oblastech na sever od Mosulu a u syrské hranice. 20. října dobyly irácké jednotky město Altun Kupri. Od 22. října probíhaly boje takřka jen na západě Iráku u syrské hranice. Tvrdé boje probíhaly o hraniční přechody. 27. října vstoupilo v platnost příměří a boje byly ukončeny.

## Důsledky
Po dosažení příměří pokračovala jednání o různá území. Během následujících dnů předal Kurdistán centrální vládě hraniční přechody. 1. listopadu abdikoval prezident Iráckého Kurdistánu Masúd Barzání. V současné době kontroluje Pešmarga oblasti oficiální Iráckého Kurdistánu i některé menší sporné oblasti.